# Giovanni Sebenico
Giovanni Domenico Sebenico (Corbolone, 1640 – Corbolone, 19 settembre 1705) è stato un compositore, organista e tenore italiano, vissuto sotto la Repubblica di Venezia.

## Biografia
Giovanni Sebenico nacque a Corbolone da una famiglia di origine dalmata. Dopo aver studiato musica sotto Giovanni Legrenzi a Venezia, fu attivo come vice-maestro di cappella a Cividale del Friuli dal 1660 al 1663 e come cantante tenore presso la cappella di San Marco a Venezia dal 29 luglio 1663 al 1666. Nell'aprile di quest'ultimo anno entrò al servizio della corte reale di Carlo II a Londra rimanendovi fino all'estate del 1673: nella capitale inglese nel 1668 divenne Master of Italian Music e fu attivo sia come cantante che organista. Tornato in Italia nel 1673, divenne maestro di cappella presso la corte savoiarda di Torino, posizione che tenne fino al 1690. Successivamente fu a Venezia per un paio di anni e nel 1692 tornò a Cividale, ricoprendo sempre l'incarico che ebbe in precedenza.

## Considerazioni sull'artista
Nella sua epoca egli era principalmente noto come musicista e compositore d'opera. Di tutti i suoi lavori operistici (composti di tre atti), che furono scritti per Torino, la musica sembra sia andata totalmente perduta. Sono stati rinvenuti nel 1971 tre suoi lavori sacri presso l'archivio capitolare di Cividale del Friuli.

## Composizioni
- L'Atalanta (opera, libretto di Bernardino Bianco, 1673, Torino)
- Gli amori delusi da amore (opera, 1688, Torino)
- Leonida in Sparta (opera, 1689, Torino; revisionata e ripresa come L'oppresso sollevato, 1692, Venezia)
- Messa chiamata L'imitazione zoccolantissima per 2 cori e basso continuo
- Responsorio di S. Antonio di Padova per voce solista, 2 violini e basso continuo
- Lauda, Jerusalem, Dominum, a luxuriant (mottetto)
- O dolor, o moeror per 3 voci e basso continuo